# Albion (Illinois)
Albion – miasto w Stanach Zjednoczonych, w stanie Illinois, w hrabstwie Edwards.